# Becoming X
Becoming X (SP1) – studyjny, debiutancki album grupy Sneaker Pimps, wydany w roku 1996.
Single "6 Underground" i "Spin Spin Sugar" znalazły się na wysokich pozycjach notowań Billboardu. Do "Tesko Suicide", "6 Underground" (w wersji Nellee Hooper Edit), "Spin Spin Sugar" (w wersji Radio Mix) i "Post-Modern Sleaze" (w wersji Flight From Nashville) nakręcono teledyski.
Piosenka "6 Underground (Nellee Hooper Edit)" znalazła się na ścieżce dźwiękowej filmu Święty (The Saint, 1997) z Val Kilmerem w roli głównej.
W utworze "Waterbaby" wykorzystano sample z "Let the Happiness in" Davida Sylviana. W "6 Underground" wykorzystano "Golden Girl" Johna Barry'ego (ze ścieżki dźwiękowej filmu Goldfinger). Piosenka "How Do" jest coverem "Willow's Song" ze ścieżki dźwiękowej filmu Kult (The Wicker Man).
Z remiksów piosenek pochodzących z płyty Becoming X, złożony jest kolejny album grupy, Becoming Remixed.

## Lista utworów

### srebrno-zielona okładka
źródło: 
1. "Low Place Like Home" 4:37
2. "Tesko Suicide" 3:44
3. "6 Underground" 4:05
4. "Becoming X" 4:14
5. "Spin Spin Sugar" 4:20
6. "Post-Modern Sleaze" 5:11
7. "Waterbaby" 4:10
8. "Roll On" 4:27
9. "Wasted Early Sunday Morning" 4:27
10. "Walking Zero" 4:31
11. "How Do" 5:01
12. "6 Underground (Nelle Hooper Edit)" na wydaniu Virgin Records America[11] 3:53[11]

### niebieska okładka
(okłada z Kelli Dayton, Liamem Howe i Chrisem Cornerem na niebieskim tle)
wersja "podstawowa"
źródło: 
1. "Low Place Like Home" 4:37
2. "Tesko Suicide" 3:44
3. "6 Underground (Nellee Hooper Edit)" 3:48
podpisane jako po prostu "6 Underground"
4. "Becoming X" 4:14
5. "Spin Spin Sugar (Radio Mix)" 3:34
podpisane jako po prostu "Spin Spin Sugar"
6. "Post-Modern Sleaze (Flight From Nashville)" 3:29
podpisane jako po prostu "Post-Modern Sleaze"
7. "Waterbaby" 4:10
8. "Roll On" 4:27
9. "Wasted Early Sunday Morning" 4:31
10. "Walking Zero" 4:31
11. "How Do" 5:01

utwory bonusowe na edycjach japońskich
Avex Trax, AVCD-11454:
1. "No More"[14] 4:16
2. "Clean"[14] 5:17
3. "Johnny"[14] 4:14
4. "Precious"[14] 4:19

Avex Trax, AVCD-65032:
1. "Walk the Rain"[15] 5:00

## Twórcy
Sneaker Pimps:
- Kelli Dayton – śpiew
- Liam Howe – instrumenty klawiszowe
- Chris Corner – gitara
- David Westlake – perkusja (dołączył na stałe do zespołu dopiero przed rozpoczęciem trasy koncertowej Becoming X)
- Joe Wilson – gitara basowa (dołączył na stałe do zespołu dopiero przed rozpoczęciem trasy koncertowej Becoming X)

pozostali muzycy, produkcja i miksowanie:
- "Low Place Like Home": Line of Flight (produkcja i miksowanie), Jim Abbiss (produkcja, inżynieria i miksowanie),
- "Tesko Suicide": Line of Flight (produkcja i miksowanie), Jim Abbiss (inżynieria i miksowanie)
- "6 Underground (Nellee Hooper Edit)": Line of Flight (produkcja), Jim Abbiss (produkcja), Nellee Hooper (miksowanie), Marius de Vries (programowanie i instrumenty klawiszowe)
- "Becoming X": Line of Flight (produkcja i miksowanie), Jim Abbiss (produkcja, inżynieria i miksowanie)
- "Spin Spin Sugar (Radio Mix)": Line of Flight (produkcja), Mark "Spike" Stent (miksowanie), Andy Wright (programowanie)
- "Post-Modern Sleaze (Flight From Nashville)": Line of Flight (produkcja), Peter Collins (produkcja), Jim Abbiss (produkcja i miksowanie), C. Goddard (inżynieria)
- "Waterbaby": Line of Flight (produkcja i miksowanie), Jim Abbiss (inżynieria i miksowanie)
- "Roll On": Line of Flight (produkcja i miksowanie), Jim Abbiss (inżynieria i miksowanie)
- "Wasted Early Sunday Morning": Line of Flight (produkcja i miksowanie), Flood (produkcja, inżynieria i miksowanie)
- "Walking Zero": Line of Flight (produkcja i miksowanie), Jim Abbiss (inżynieria i miksowanie), Oggy (dodatkowa inżynieria)
- "How Do": Line of Flight (produkcja, aranżacja i miksowanie), Luke Gifford (inżynieria i miksowanie)